# Déi Gréng
Déi Gréng (deutsch Die Grünen, französisch Les Verts) sind die grüne Partei in Luxemburg. Die Partei wurde am 23. Juni 1983, dem luxemburgischen Nationalfeiertag, gegründet.

## Parteistruktur
Der Parteikongress ist das höchste Organ der grünen Partei Luxemburgs; er legt Strategien und die Leitlinien der Partei fest. Der Kongress, der allen Mitgliedern offensteht, wählt im Zweijahres-Zyklus die leitenden Organe der Partei. Dazu gehören die beiden nach Parität gewählten Parteisprecher, das Exekutivkomitee, das Parteigremium, in dem die Jugendorganisation déi jonk gréng und der Genderrat ebenfalls vertreten sind, sowie der Schatzmeister, der Finanzkontrollausschuss und der Exekutivrat, welcher den Kongress vertritt.

## Geschichte

### 1983–1994
Die luxemburgischen Grünen gingen, wie auch die Mehrzahl ihrer europäischen Schwesterparteien, aus den Anti-AKW- und Friedensbewegungen hervor. Engagierte Menschen, die zuvor gegen den Bau des Kernkraftwerk Remerschen und die Wiederaufrüstungsbestrebungen der NATO und Staaten des Warschauer Pakts heftig protestiert hatten, fanden sich schließlich 1983 zu der Partei Gréng Alternativ Partei (GAP) zusammen.
Die Mitglieder der ersten Stunde entstammten darüber hinaus vor allem Naturschutz- und Feminismus-, aber auch christlichen-Bewegungen sowie Vereinigungen zur Unterstützung der Entwicklungsländer. Daneben fanden sich unter den ersten Mitgliedern der grünen Partei auch enttäuschte Mitglieder der LSAP (z. B. Jean Huss) oder aus linksextremen Gruppierungen. Ungeachtet dessen fand sich hier auch ein etwas liberalerer Flügel unter der Leitung von Jup Weber, der das Gewicht der Partei lieber nur auf Natur- und Umweltschutz legen wollte.
Ein Jahr nach ihrer Gründung gelang es den Grünen auf Anhieb bei den luxemburgischen Parlamentswahlen 1984 zwei von damals 64 Abgeordneten ins luxemburgische Parlament zu entsenden. Die ersten beiden grünen Volksvertreter hießen Jup Weber und Jean Huss. Wegen Meinungsverschiedenheiten spaltete sich die Partei 1985 jedoch in zwei getrennte Parteien: Die Gréng Alternativ Partei (GAP) und die Gréng Lëscht Ekologesch Initiativ  (GLEI). Bei den Parlamentswahlen 1989 traten beide Parteien mit eigenen Listen an und errangen jeweils zwei Sitze.

### 1994 bis heute
1994 traten beide Parteien wieder mit einer gemeinsamen Liste bei den Parlamentswahlen an und konnten fünf Sitze für sich verbuchen. Mit fast 11 % aller Stimmen wurden déi gréng damit zur viertstärksten Partei im luxemburgischen Parlament. Die Partei errang im selben Jahr zudem einen der sechs Luxemburg zustehenden Sitzen im Europaparlament.
1995 kam es zur offiziellen Wiedervereinigung beider grüner Parteien, überschattet allerdings vom Verlust des Sitzes im Europaparlament durch den Austritt des Europa-Abgeordneten Jup Weber.
Musste man bei den Nationalratswahlen 1999 einen vergleichsweise herben Verlust hinnehmen (man war auf 9 % zurückgefallen), so glich man dies 2004 durch den Zugewinn von zwei zusätzlichen Abgeordneten wieder aus.
Bei der Europawahl 2009 gelang den Grünen mit 16,8 % der gültigen Stimmen ihr bestes Wahlergebnis, nachdem sie bereits bei der Europawahl 1999 und bei der Europawahl 2004 zweistellige Resultate erzielen konnte.
Bei den Gemeindewahlen 2005 zogen sie vielerorts erstmals in Gemeinderäte ein.
Die Partei befand sich bis zur Kammerwahl 2013 in der Opposition. Im Dezember 2013 gelangte sie nach der Bildung einer Dreierkoalition zusammen mit Liberalen und Sozialdemokraten in die Regierung. Dort waren die Grünen bis 2018 mit fünf Ministern und einem Staatssekretär in der Regierung Bettel-Schneider vertreten. Bei der Kammerwahl 2018 konnten déi Gréng um rund 5 % zulegen und gewannen drei Mandate im Parlament hinzu. Die Dreierkoalition konnte mit weiterhin fünf grünen Minister fortgesetzt werden. Félix Braz wurde der erste grüne Vizepremierminister des Landes. Déi Gréng ist derzeit die viertstärkste Kraft im luxemburgischen Abgeordnetenhaus. Bei der Kammerwahl 2023 verlor die Partei rund die Hälfte ihrer Stimmen und ging wieder in die Opposition.

## Themen
Die Forderung nach einer nachhaltigen Entwicklung war von Anfang an einer der Grundpfeiler der Politik von déi gréng. Daneben behandelt die Partei vorrangig auch Themen wie eine ökologische Steuerreform, erneuerbare Energien sowie deren Effizienz, eine Sozial- und Rentenreform. Aber auch Themen wie Gender-Mainstreaming und Bürgerrechte erlangen zunehmend Bedeutung. Vor allem aber Partizipation und Integration von Migranten in Luxemburg – das mit einem 40-prozentigen Ausländeranteil in diesem Bereich eine Vorreiterrolle in Europa spielt – sind von hoher Aktualität.
Weitere Politikfelder und Themengebiete von déi gréng umfassen unter anderem:
- Menschenrechte
- Demokratie
- Gewaltlosigkeit
- Gleichstellung der Geschlechter
- ein grünes und soziales Europa

## Wahlergebnisse und Abgeordnete

### Parlamentswahlen
| Jahr | Stimmenanteil | Parlamentssitze | Abgeordnete |
| ---- | ------------- | --------------- | --- |
| 1984 | 5,2 %         | 2               | Jup Weber (1984–1989) Jean Huss (1984–1987), Guy Bock (1987–1989) |
| 1989 | 12,5 %        | 4               | Jup Weber (1989–1994) Nick Clesen (1989–1994) Jean Huss (1989–1992), Robert Garcia (1992–1994) François Bausch (1989–1992), Jean Geisbusch (1992–1994) |
| 1994 | 10,9 %        | 5               | Robert Garcia François Bausch Renée Wagener Camille Gira Jean Huss |
| 1999 | 9,1 %         | 5               | Robert Garcia (1999–2003), Dagmar Reuter-Angelsberg (2003–2004) François Bausch Renée Wagener Camille Gira Jean Huss |
| 2004 | 11,6 %        | 7               | Félix Braz Henri Kox François Bausch Camille Gira Viviane Loschetter Claude Adam Jean Huss |
| 2009 | 11,7 %        | 7               | Félix Braz Henri Kox François Bausch Camille Gira Viviane Loschetter Claude Adam Jean Huss (2009–2011), Josée Lorsché (2011–2013) |
| 2013 | 10,13 %       | 6               | Roberto Traversini Henri Kox Claude Adam Christiane Wickler (2013–2014), Gérard Anzia (2014–2018) Viviane Loschetter Josée Lorsché |
| 2018 | 15,12 %       | 9               | Carlo Back (2018–2022), Jessie Thill (2022–2023) François Benoy (2018–2023) Stéphanie Empain Marc Hansen Henri Kox (2018–2019), Chantal Gary (2019–2023) Josée Lorsché Charles Margue Sam Tanson (10/2018–12/2018), Djuna Bernard (12/2018–2023) Roberto Traversini (2018–2019), Semiray Ahmedova (2019–2023) |
| 2023 | 8,55 %        | 4               | François Bausch (seit 2023) Sam Tanson (seit 2023) Meris Šehović (seit 2023) Joëlle Welfring (seit 2023) |

### Europawahlen
| Jahr | Stimmenanteil | Parlamentssitze                                     |
| ---- | ------------- | --------------------------------------------------- |
| 1984 | 6,1 %         | 0                                                   |
| 1989 | 10,4 %        | 0                                                   |
| 1994 | 10,9 %        | 1 (Jup Weber)                                       |
| 1995 | /             | 0                                                   |
| 1999 | 10,7 %        | 1 (Claude Turmes)                                   |
| 2004 | 15,0 %        | 1 (Claude Turmes)                                   |
| 2009 | 16,8 %        | 1 (Claude Turmes)                                   |
| 2014 | 15,0 %        | 1 (Claude Turmes, 2014–2018, Tilly Metz, 2018–2019) |
| 2019 | 18,9 %        | 1 (Tilly Metz)                                      |

## Kommunalpolitik
Bei den Kommunalwahlen 2017 in Luxemburg konnten déi gréng insgesamt 77 Mandate für sich verbuchen.
Derzeit gibt es eine grüne Bürgermeisterin:
- Christiane Brassel-Rausch in Differdingen

## Regierung
Die Grünen sind seit dem 4. Dezember 2013 zum ersten Mal an der luxemburgischen Regierung beteiligt. Zusammen mit der liberalen DP und der sozialdemokratischen LSAP bilden sie eine Koalition. Als grüne Minister sind François Bausch als Minister für Nachhaltige Entwicklung und Infrastruktur, Félix Braz als Justizminister sowie Carole Dieschbourg als Umweltministerin vereidigt worden. Carole Dieschbourg und François Bausch wurden bis zu seinem Tod im Mai 2018 von Staatssekretär Camille Gira unterstützt. Claude Turmes, bis dahin Europaabgeordneter, trat am 20. Juni 2018 die Nachfolge von Camille Gira an.
Im August 2019 musste Félix Braz infolge eines schweren Herzinfarktes aus der Regierung austreten. Kulturministerin Sam Tanson übernahm ab September 2019 das Amt des Justizministers. Ihr Amt als Wohnungsbauministerin gab sie an den Abgeordneten und ehemaligen Bürgermeister von Remich, Henri Kox ab. François Bausch wurde Vize-Premierminister.

## Jugendorganisation

Logo der Jugendorganisation Déi Jonk Gréng

Die offizielle Jugendorganisation von Déi Gréng sind Déi jonk Gréng („Die jungen Grünen“), die 1996 gegründet wurden. Die Luxemburger Grüne Jugend engagiert sich für Umwelt- und Klimaschutz, Menschenrechte, Tierschutz, eine faire Globalisierung, starke Bürgerrechte, eine fortschrittliche Gesellschaftspolitik. Andere Themen sind die Anti-Atombewegung oder auch die Rechte von Minderheiten (z. B. Schwule und Lesben). Zurzeit werden déi jonk gréng von den beiden Sprechern Amy Winandy und Fabricio Costa geleitet.